# Niakhène
Niakhène (ou Niakhene) est une localité du Sénégal, située dans le département de Tivaouane et la région de Thiès.
C'est le chef-lieu de l'arrondissement de Niakhène.
Le village comptait 1 370 personnes et 156 ménages lors du dernier recensement.